# Aeroscopia
Aeroscopia és un museu de l'aviació francès situat a Blanhac (Alta Garona), a prop de Tolosa de Llenguadoc. En particular, alberga dos exemplars del Concorde. L'obertura va tenir lloc el 14 de gener de 2015.

## Galeria

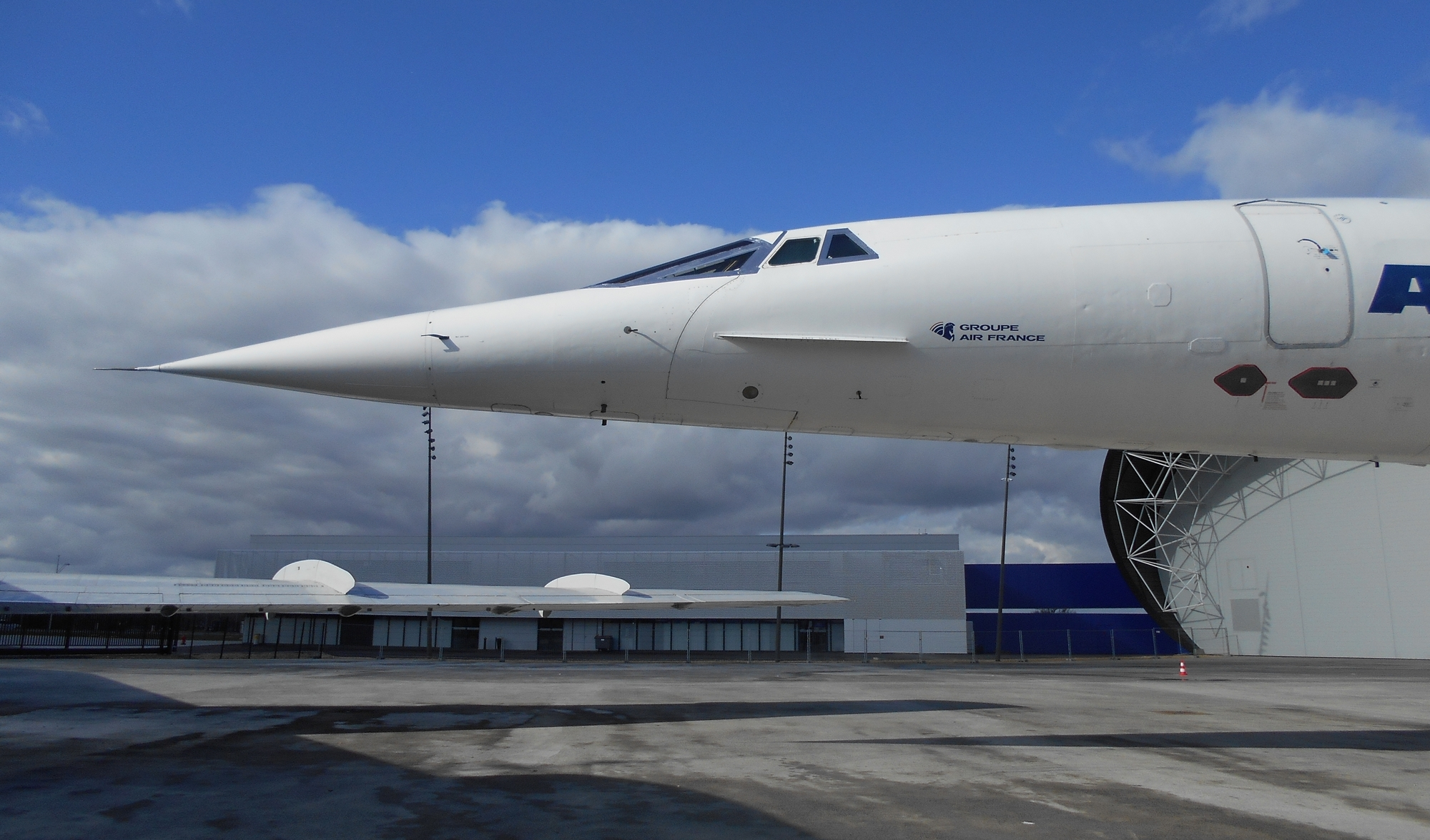
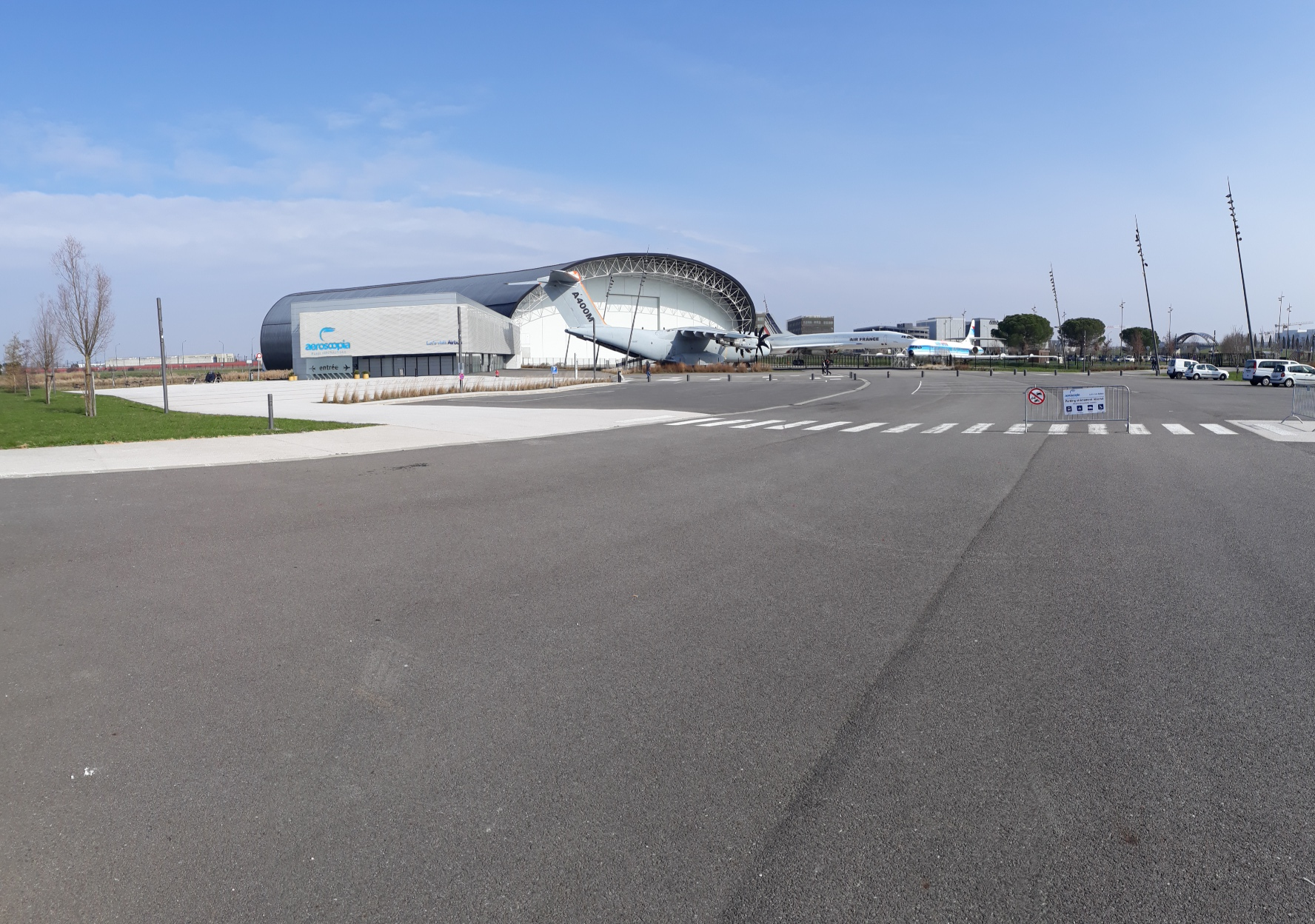
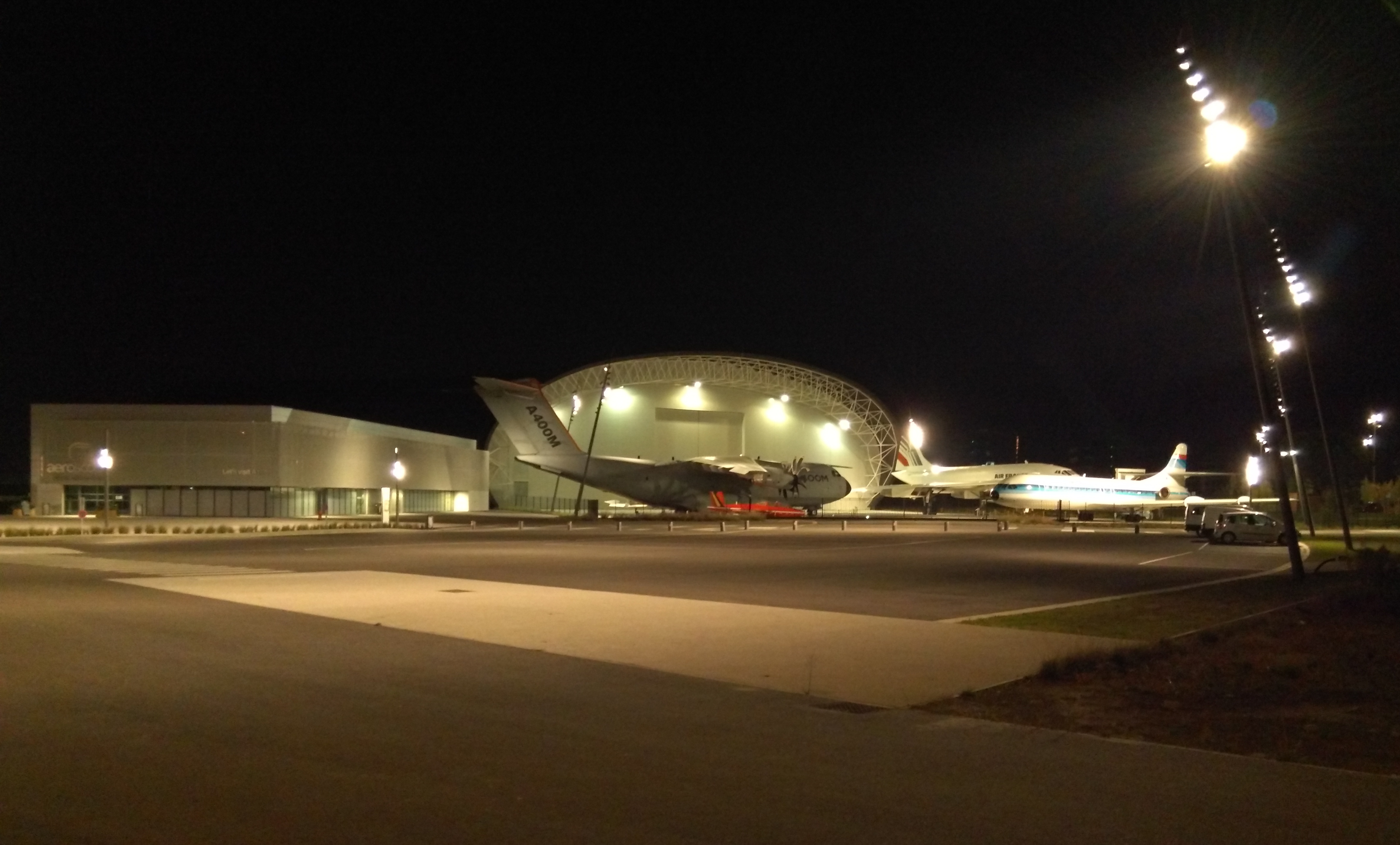